# Stigmatorhynchus umbelliferus
Stigmatorhynchus umbelliferus är en oleanderväxtart som först beskrevs av Karl Moritz Schumann, och fick sitt nu gällande namn av Rudolf Schlechter. Stigmatorhynchus umbelliferus ingår i släktet Stigmatorhynchus och familjen oleanderväxter. Inga underarter finns listade i Catalogue of Life.